# 紹斯波特 (紐約州普查規定居民點)
紹斯波特（英語：Southport）是位於美國紐約州希芒縣的普查規定居民點。

## 人口
根據2020年美國人口普查的數據，紹斯波特的面積為17.08平方千米，當中陸地面積為16.51平方千米，而水域面積為0.57平方千米。當地共有人口6782人，而人口密度為每平方千米397.07人。